# Arthrosaura kockii
Arthrosaura kockii là một loài thằn lằn trong họ Gymnophthalmidae. Loài này được Lidth De Jeude mô tả khoa học đầu tiên năm 1904.